# Tommy Karevik
Tommy Karevik (nacido el 1 de noviembre de 1981 en Botkyrka, Estocolmo, Suecia) es un vocalista sueco de heavy metal, conocido por ser el cantante de las bandas de power metal Seventh Wonder y Kamelot.

## Primeros años
Tommy nació en 1981, en Botkyrka, centro-este de Suecia. Empezó a cantar a una edad temprana. A los doce años, Tommy vio el Fantasma de la Opera. Siendo muy influenciado por la música, Tommy eventualmente se unió al coro de la escuela elemental a la que asistía. Luego de la escuela, Tommy estudió Naturaleza y Ciencia.

## Seventh Wonder
Tommy se unió a la banda de metal progresivo Seventh Wonder luego del lanzamiento del primer álbum Become en el año 2005. A pesar de la cálida recepción del álbum al ser lanzado, los miembros de la banda expresaron infelicidad  hacia el álbum debido a la mezcla ineficiente y la voz de Andi Kravljaca. Una vez que Tommy se unió a la banda, ellos iniciaron un tour a la brevedad para promocionar el álbum.
Luego la banda volvió al estudio, ansiosos por producir nuevo material con Tommy. El álbum se tituló Waiting in the Wings, lanzado en el 2006. El álbum obtuvo una recepción positiva. Desde ese momento, la poderosa voz de Tommy se convirtió en un rasgo característico de la banda.
En el 2008, la banda lanzó el aclamado álbum conceptual Mercy Falls, y en el 2010, lanzaron The Great Escape.
Material archivado de las sesiones de grabación de The Great Escape fue publicado en el foro oficial de la banda y en el canal de YouTube. En los videos, explicaban que Tommy había tenido problemas con su voz durante las grabaciones del álbum, y como tuvo que usar regularmente un spray en su garganta para poder continuar grabando las voces. Luego de mucha frustración y descartes, Tommy y el resto de la banda quedaron satisfechos con el resultado final.

## Kamelot
En el año 2011, Tommy actuó como vocalista invitado en la aclamada banda americana de metal sinfónico, Kamelot. Kamelot fue obligada a iniciar el tour mundial sin su cantante, Roy Khan, quien se encontraba incapacitado debido a problemas de salud. Khan fue reemplazado por el cantante italiano, Fabio Lione de Rhapsody of Fire, y durante el tour, Kamelot anunció que Khan se fue de la banda. Durante la gira europea, Tommy se unió al grupo, cantando las voces secundarias en su mayoría, pero también cantó canciones como cantante principal, como Eden Echo y Center of the Universe.
En junio del año 2012, Kamelot anunció que Tommy se unió a la banda como vocalista, ocupando el lugar de Roy Khan.

## Vida personal
El primer contacto entre Tommy y el metal fue a través de un compañero de clases. Inspirado por la habilidad en guitarra de su compañero, Tommy decidió tocar la guitarra. En los días siguientes, Tommy escribió su primera canción en Sueco. El compañero de clases de Tommy le ayudó a desarrollar su habilidad para cantar. La influencia más grande de Tommy es Jørn Lande.
Además de ser cantante, Tommy es bombero.
En junio del 2019, Tommy Karevik y la vocalista de Kobra and the Lotus Kobra Paige anuncian su compromiso de matrimonio.

## Discografía

### Seventh Wonder
- Waiting in the Wings (2006)
- Mercy Falls (2008)
- The Great Escape (2010)
- Welcome To Atlanta Live Dvd concert (2016)
- Tiara (2018)

### Firecracker
- Born of Fire (2010)

### PelleK
- My Demons (2010)
- Bag of Tricks (2012)

### Kamelot
- Silverthorn (2012)
- Haven (2015)
- The Shadow Theory (2018)
- The Awakening (2023)

### Ayreon
- The Theory of Everything (2013)
- The Source (2017)
- Transitus (2020)